# Знаки поштової оплати СРСР 1975
Знаки поштової оплати СРСР 1975 — перелік (каталог) знаків поштової оплати (поштових марок), введених в обіг дирекцією по виданню та експедирування знаків поштової оплати Міністерства зв'язку СРСР у 1975 році.

## Список комеморативних (пам'ятних) марок
Порядок елементів в таблиці відповідає номеру з каталогу марок СРСР (ЦФА), в дужках наведені номери згідно каталогу «Michel» («Міхель»).
| № в каталог                         | Зображення | Опис та джерела                                                                                 | Номінал   | Дата випуску           | Тираж     | Художник        |
| ----------------------------------- | ---------- | ----------------------------------------------------------------------------------------------- | --------- | ---------------------- | --------- | --------------- |
| (ЦФА [АТ"Марка"] № 4520) (Mi #4418) |            | «З новим, 1976 роком!»: - Кремлівська зірка.                                                    | 0,04 руб. | 12 листопада 1975 року | 4 000 000 | Леонід Кузнєцов |
| (ЦФА [АТ"Марка"] № 4536) (Mi #44)   |            | Серія «Мистецтво Палех, російські казки і билини»:                                              | 0,04 руб. | грудень 1975 року      | 1 000 000 |                 |
| (ЦФА [АТ"Марка"] № 4537) (Mi #44)   |            | Серія «Мистецтво Палеха, російські казки і билини»: - «Василиса Прекрасна».                     | 0,06 руб. | грудень 1975 року      | 1 000 000 | І. Вакуров      |
| (ЦФА [АТ"Марка"] № 4538) (Mi #44)   |            | Серія «Мистецтво Палеха, російські казки і билини»: - «Снігуронька».                            | 0,10 руб. | грудень 1975 року      | 1 000 000 | Т. Зубкова      |
| (ЦФА [АТ"Марка"] № 4539) (Mi #44)   |            | Серія «Мистецтво Палеха, російські казки і билини»:                                             | 0,16 руб. | грудень 1975 року      | 1 000 000 |                 |
| (ЦФА [АТ"Марка"] № 4540) (Mi #44)   |            | Серія «Мистецтво Палеха, російські казки і билини»: - О. С. Пушкін. «Казка про рибака і рибку». | 0,20 руб. | грудень 1975 року      | 1 000 000 | І. Вакуров      |